# Libnotes (Libnotes) sabroskyi
Libnotes (Libnotes) sabroskyi is een tweevleugelige uit de familie steltmuggen (Limoniidae). De soort komt voor in het Australaziatisch gebied.